# San Severino Marche
San Severino Marche är en kommun i provinsen Macerata, i regionen Marche i Italien. Kommunen hade 12 344 invånare (2018) och gränsar till kommunerna Apiro, Castelraimondo, Cingoli, Gagliole, Matelica, Pollenza, Serrapetrona, Tolentino samt Treia.
Staden kallades under antiken Septempeda.